# Isar-Radweg
De Isar-Radweg (Isarfietsroute) is een langeafstandsfietsroute in Oostenrijk en Duitsland. De route volgt de loop van de rivier de Isar van de bron op ongeveer 15 km van Scharnitz tot de monding in de Donau bij Deggendorf. Het traject is bewegwijzerd in twee richtingen.

## Traject
De route start in het Karwendelgebergte in Oostenrijk bij de bron van de Isar. De route volgt de rivier stroomafwaarts. Na Scharnitz passeert de route de grens met Duitsland. 
In Bad Tölz kruist de route de Bodensee-Königssee-Radweg.
De route voert door de deelstaat Beieren en doet ook de hoofdstad van deze deelstaat München aan. Bij de monding van de Isar in de Donau bij Deggendorf kan worden aangesloten op de EuroVelo EV6 Atlantische kust naar de Zwarte Zee en de Donauradweg.

## Aansluitingen met Europese fietsroutes
- In Deggendorf kan worden aangesloten op de EuroVelo EV6 Atlantische kust naar de Zwarte Zee.

## Aansluitingen met andere fietsroutes
- In Bad Tölz kruist de route de Bodensee-Königssee-Radweg.
- In Deggendorf kan worden aangesloten op de Donauradweg.